# Marathon de Boston 2018
Navigation
Édition précédente Édition suivante
Le Marathon de Boston de 2018 est la 122e édition du Marathon de Boston dans le Massachusetts qui a lieu le 16 avril 2018 (Patriots' Day).
Le Japonais Yuki Kawauchi remporte la course masculine avec un temps de 2 h 15 min 58 s alors qu'il n'est qu'amateur, et l'Américaine Desiree Linden s'adjuge le titre féminin avec un temps de 2 h 39 min 54 s

## Description de la course
Le parcours est le même que lors des précédentes éditions, avec des routes et des rues exposées au vent. La course se déroule sous une pluie parfois importante. Le Japonais Yuki Kawauchi, coureur amateur, crée la surprise en remportant la course devant les professionnels. Il annonce après la course qu'il démissionne de son poste d'employé de bureau.

## Résultats

### Hommes
| Place | Athlète         | Nationalité | Temps           |
| ----- | --------------- | ----------- | --------------- |
| 1     | Yuki Kawauchi   | Japon       | 2 h 15 min 58 s |
| 2     | Geoffrey Kirui  | Kenya       | 2 h 18 min 23 s |
| 3     | Shadrack Biwott | États-Unis  | 2 h 18 min 35 s |

### Femmes
| Place | Athlète        | Nationalité | Temps           |
| ----- | -------------- | ----------- | --------------- |
| 1     | Desiree Linden | États-Unis  | 2 h 39 min 54 s |
| 2     | Sarah Sellers  | États-Unis  | 2 h 44 min 04 s |
| 3     | Krista DuChene | Canada      | 2 h 44 min 20 s |